# Đặng Tích
Đặng Tích (tiếng Trung: 鄧析; Wade–Giles: Têng Hsi; 545-501 TCN) là một triết gia, nhà biện luận nổi tiếng thời cổ đại trong lịch sử Trung Quốc. Xuất thân từ trường phái Danh gia, ông là cố vấn pháp luật nổi danh ở nước Trịnh, đối thủ chính của Tử Sản. Theo "Lã thị Xuân Thu", ông "lấy trái làm phải, lấy phải làm trái, phải trái không chừng, đến nỗi việc được hay không mỗi ngày mỗi đổi".